# 에밀리오 룽기
에밀리오 룽기(이탈리아어: Emilio Lunghi, 1887년 3월 16일 ~ 1925년 9월 27일)는 이탈리아의 육상 선수였다. 1908년 런던 올림픽에서 800m 은메달을 따면서 올림픽 메달을 획득하는 데 첫 이탈리아 선수가 되었다.

## 생애
제노바에서 태어난 룽기의 경주 시간은 1.8초 차이로 이전의 올림픽 기록을 꺾은 1분 54.2초였으나, 아직도 1분 52.8초의 세계 신기록을 세워 금메달을 획득한 멜 셰퍼드에게 1.4초나 밀렸다. 룽기는 결승전으로 진출하는 데 1분 57.2초와 함께 자신의 준결승전 예선을 우승하였다.
1500m에도 나간 그의 첫 라운드 예선에는 노먼 핼로스가 포함되었으며, 양선수는 그 예선에서 올림픽 기록을 깼으나 핼로스는 룽기의 4분 03.8초에 반대로 4분 03.4초로 달리면서 정상에 왔다.
런던 올림픽 이후에 룽기는 뉴욕에서 1년을 보내고, 미국에 있는 동안에 아일랜드계 미국인 육상 클럽의 일원으로서 경주에 나가 700 야드, 880 야드와 마일 거리의 3분의 2에서 3개의 세계 기록을 설립하였다.

## 국내 선수권
그는 6개의 다른 종목들에서 개인적 국내 선수권을 우승하였다.
- 1회 400m (1908)
- 1회 800m (1914)
- 3회 1000m (1908, 1911, 1912)
- 2회 1500m (1906, 1913)
- 1회 1200m 장애물경주 (1912)
- 1회 400m 허들 (1913)